# مقاطعة آلتينقال
مقاطعة آلتينقال هي تقسيم إداري في ولاية أنديجان في أوزبكستان. مركزها مدينة آلتينقال.